# 滨河坎波斯
滨河坎波斯（西班牙語：Campos del Río），是西班牙穆尔西亚自治区的一个市镇。总面积47平方公里，总人口2046人（2001年），人口密度44人/平方公里。

## 友好城市
- 法國 阿让塔勒堡